# 中国人民解放军空降兵第四十三师
空降兵第四十三师（英語：43rd Airborne Division），是一个曾经存在的中国人民解放军空降兵师，2017年被拆分。

## 历史概述

### 前身
该师前身为苏中军区第六军分区下属部队。后历经改革改编为中国人民解放军第三十军第八十九师。

### 现有编制
中國人民解放軍空軍陸戰第一旅於1950年9月16日在河南開封成立，由解放軍各軍區、野戰軍抽調部分人員組成，其中大部由中国人民解放军第三十军第八十九师组建，并由41名苏联空降军伞训教官负责训练。
1950年12月，空軍陸戰第一旅改編為空軍陸戰第一師。在苏联教官的指导下，空军陆战第一师于1951年3月完成跳伞训练，并于6月28日参加了南京军事学院组织的进攻联合演习。1955年又改為傘兵師，1957年4月28日，改為中國人民解放軍空降兵師。其主要运输机机型为里-2、伊尔-12和安-2，直升机为米-4，最初仅限于空投迫击炮和无后坐力炮等轻型火器。首批伞兵的伞具最初仅有PD-47及D-1降落伞共300具。最初的伞兵主力单兵武器为PPS冲锋枪，1955年后逐步被AKS自动步枪（即AK的金属折叠枪托版本）取代，并于1963年仿制成功，命名为56-1式。1957年与蘇聯签订《国防新技术协定》后，引进少量ASU-57空降自行火炮，依照苏联空降军的编制，为空降师下辖的3个傘兵團各设1個自行火炮營的编制，每营裝備18輛ASU-57，初步实现了伞兵机械化。伞兵的个人装备也升级为D-3或D-4降落伞及RD-54伞降突击背包，后装备国内自行设计的65式伞兵战斗背包。
1961年3月14日，中央軍委決定將陸軍第十五軍軍部和第四十四師、第四十五師改建為空降兵，成為空軍兵種，番號為中國人民解放軍空降兵第十五軍；空軍空降兵師也編入空降兵第十五軍序列，番號改為空降兵第四十三師。1961年7月1日，在軍部孝感舉行了慶祝中國共產黨建黨40周年暨空降兵成立大會。从1960年代到1980年代初，为使机队更新换代，陆续从苏联引进新型的安-12和安-26运输机及米-6和米-8直升机，其中米-6可直接空运其自行火炮营的ASU-57。
1985年，在百萬大裁軍中，空降兵第十五軍下屬的空降兵第四十三、四十四、四十五師改為旅。1992年重新改为空降兵师。随着其装备的ASU-57陆续退役，该部在空降部队中唯一机械化师的地位被此后装备和国产ZBD-03两种伞兵战车的45师所取代。2017年空降兵第四十三师师部被裁，下属第一二七、一二八团扩编为旅，第一二九团被裁撤。

## 沿革
- 国民革命军陆军新编第四军苏北军区第六军分区——（1944年-1947年2月）
- 华东野战军第十二纵队第三十五旅——（1947年2月-1949年2月）
- 中国人民解放军第三十军第八十九师——（1949年2月-1950年9月16日）
- 空军陆战第一旅——（1950年9月16日-1950年12月）
- 空军陆战第一师——（1950年12月-1955年）
- 空军伞兵师——（1955年-1957年4月28日）
- 中国人民解放军空降兵师——（1957年4月28日-1961年3月14日）
- 空降兵第十五军第四十三师——（1961年3月14日-1985年10月）
- 空降兵第十五军第四十三旅——（1985年10月-1992年6月）
- 空降兵第十五军第四十三师——（1992年6月-2017年2月）

## 编制
在2017年被拆分前，空降兵第四十三师下辖：
- 空降兵第一二七团
- 空降兵第一二八团（炮兵团）
- 空降兵第一二九团